# António Novais Pimentel
António Xavier Pereira Coutinho Pacheco de Vilhena e Brito de Mendonça Botelho Pato Nogueira de Novais Pimentel (Lisboa, Penha de França, Palácio de São Gonçalo ou São Jorge de Arroios, 14 de Julho de 1780 - Lisboa, Penha de França, Palácio de São Gonçalo, 13 de Outubro de 1852), 4.º Marquês de los Soidos Grande de Espanha de 1.ª Classe, foi um nobre português e espanhol.

## Família
Filho segundo e terciogénito de António Luís José Francisco Xavier Pereira Coutinho Pacheco de Vilhena e Brito de Mendonça Botelho, 2.º Marquês de los Soidos Grande de Espanha de 1.ª Classe, 7.º Senhor do Morgado de Soidos e Senhor Donatário dos Reguengos do Cartaxo e Vale da Pinta, e de sua mulher Isabel Teresa Bárbara Vitória Pereira Neto Pato de Novais Pimentel, Senhora de vários Vínculos, Morgados e Padroados.

## Biografia
Fidalgo Cavaleiro da Casa Real por Alvará de 2 de Junho de 1803 de Maria I de Portugal e Gentil-Homem da Câmara de Fernando VII de Espanha, herdou todos os Senhorios e Honras de seus maiores, a que juntou a grande Casa de seus avós maternos, tendo sido 9.º Senhor do Morgado de Soidos, Senhor Donatário dos Reguengos do Cartaxo e Vale da Pinta, e de vários Vínculos, Morgados e Padroados.
Seguiu a carreira das armas e foi Primeiro-Tenente da Armada, mas a 28 de Janeiro de 1831 passou ao Exército, como Coronel do 6.º Regimento de Ordenanças da Corte. Foi fidelíssimo partidário "miguelista" de Miguel I, e fez todas as campanhas da Guerra Civil como Adjunto ao Estado Maior daquele soberano. Retirado da atividade militar depois da Convenção de Évora Monte, veio a dirigir o levantamento Miguelista de Loures e Frielas a 13 de Maio de 1837, pelo que esteve preso e com a sua Casa posta em sequestro.
O título de 4.º Marquês de los Soidos Grande de Espanha de 1.ª Classe foi-lhe renovado por Carta de 12 de Janeiro de 1817 de Fernando VII de Espanha, com as Honras e Tratamentos dos seus antecessores.

## Casamento e descendência
Casou em Lisboa, Santa Marinha, a 8 de Junho de 1817 com Maria da Madre de Deus de Lemos Pereira de Lacerda (Olivença, Santa Maria, 5 ou 25 de Janeiro de 1795 - ?), filha natural de Martinho da França e Faro de Lemos Pereira de Lacerda (Lisboa, Santa Maria dos Olivais, 1 de Março de 1767 - ?), Senhor do Morgado de Vale Formoso, Moço Fidalgo com Exercício na Casa Real, Coronel da Guarda Real, Capitão-Mor de Benavente, Cavaleiro Professo da Ordem de Cristo e da Ordem de Avis (irmão do 1.º Visconde da Juromenha) e de sua mulher Maria Madalena Pereira de Araújo (Olivença - ?),.
Teve seis filhos e quatro filhas:
- António Luís Pereira Coutinho Pacheco de Vilhena e Brito de Mendonça Borges Botelho Pato Nogueira de Novais Pimentel, 5.º Marquês de los Soidos
- Maria Isabel Pereira Coutinho (Lisboa, São Jorge de Arroios, 1 de Dezembro de 1819 - ?), solteira e sem geração
- Maria da Graça de Lacerda Pereira Coutinho (Lisboa, São Jorge de Arroios, 1 de Outubro de 1820), solteira e sem geração
- Martinho Pereira Coutinho (16 de Setembro de 1821 - ?), casado em Lisboa, Santo Estêvão, a 17 de Setembro de 1850 com Maria da Penha de França de Baena Falcão de Mesquita (Lisboa, São Vicente de Fora, 4 de Junho de 1822 - 18 de Setembro de 1865), de quem foi segundo marido, filha de Fernando de Magalhães e Avelar (Brasil, 8 de Maio de 1787 - ?) e de sua primeira mulher, de quem foi segundo marido, Maria Francisca de Baena Falcão van Zeller Henriques de Resende (Lisboa, Anjos, 10 de Maio de 1792 - Lisboa, 6 de Março de 1823) e neta materna de José Aleixo Falcão de Gamboa Fragoso van Zeller e de sua mulher Maria da Piedade de Baena Henriques de Resende, de quem teve um filho e duas filhas:
  - António Xavier Pereira Coutinho (Lisboa, Santo Estêvão, 11 de Junho de 1851 - Cascais, Alcabideche, 27 de Março de 1939), conhecido Engenheiro Agrónomo
  - Maria Luísa de Mendonça Pereira Coutinho (Lisboa, Santo Estêvão, 5 de Junho de 1852 - ?), solteira e sem geração
  - Maria da Madre de Deus de Lacerda Pereira Coutinho (Lisboa, Mercês, bap. 3 de Fevereiro de 1859 - ?), solteira e sem geração
- João Pereira Coutinho (Santarém, Abitureiras, Quinta de Soidos, 4 de Maio de 1824 - ?), solteiro e sem geração
- Maria da Assunção de Lacerda Pereira Coutinho (Lisboa, São Jorge de Arroios, 14 de Setembro de 1826 - ?), solteira e sem geração
- Maria do Carmo de Lacerda Pereira Coutinho (Lisboa, São Jorge de Arroios, 28 de Julho de 1829 - Gavião, Belver, Dezembro de 1899), casada com José Augusto de Matos Coelho (1824 - ?), sem geração
- João António Pereira Coutinho Pacheco de Sousa (Lisboa, Santa Isabel, 15 de Maio de 1831 - 12 de Janeiro de 1884), casado com Maria Doroteia Peixoto Pinto Coelho de Haucourt de Sousa Padilha (Lisboa, Santa Isabel, 26 de Março de 1835 - ?), filha de Francisco Peixoto Pinto Coelho da Fonseca e Sousa (1790 - Junho de 1837) e de sua mulher Maria da Madre de Deus Rita de Sousa Padilha Seixas de Haucourt, de quem teve uma filha:
  - Maria da Madre de Deus Pereira Coutinho de Padilha, casada com João Dias, filho de Francisco Dias e de sua mulher Genoveva Maria Dias, com geração
- Miguel Maria Pereira Coutinho (14 de Dezembro de 1832 - 25 de Novembro de 1906), casado a 9 de Maio de 1860 com sua parente Maria José de Azevedo Coutinho Caldeira de Mendanha, tia de João de Azevedo Coutinho, sem geração
- Carlos António Pereira Coutinho (14 de Março de 1837 - ?), pintor, solteiro e sem geração